# Calle Real, Mexiko
Calle Real är en ort i kommunen Temoaya i delstaten Mexiko i Mexiko. Samhället hade 1 556 invånare vid folkräkningen 2020. Ortens postkod är 50864. I Calle Real finns två olika grundskolor.